# Xã Moscow, Quận Muscatine, Iowa
Xã Moscow (tiếng Anh: Moscow Township) là một xã thuộc quận Muscatine, tiểu bang Iowa, Hoa Kỳ. Năm 2010, dân số của xã này là 703 người.